# Lithurgus australior
Lithurgus australior är en biart som beskrevs av Cockerell 1919. Lithurgus australior ingår i släktet Lithurgus och familjen buksamlarbin. Inga underarter finns listade i Catalogue of Life.